# Vidsel
Vidsel är den näst största tätorten i Älvsbyns kommun och ligger vid Piteälven, omkring 35 kilometer nordväst om Älvsbyn. Vidsel kallas Robotbyn på grund av närheten till Robotförsöksplats Norrland, och också på grund av den robot som pryder torget och som är skänkt av Saab AB.
Orten ligger centralt i Norrbottens län, en timmes bilväg från Piteå, Luleå, Boden, Jokkmokk och Arvidsjaur, och benämner sig därför också "Norrbottens närmaste by".

## Historia
Vidsel ligger i Älvsby socken och har varit bebodd åtminstone från 1800-talet och det har möjligtvis förekommit säsongmässigt boende tidigare än det.

### Befolkningsutveckling
| Befolkningsutvecklingen i Vidsel 1960–2020 | Befolkningsutvecklingen i Vidsel 1960–2020 | Befolkningsutvecklingen i Vidsel 1960–2020 | Befolkningsutvecklingen i Vidsel 1960–2020 | Befolkningsutvecklingen i Vidsel 1960–2020 |
| ------------------------------------------ | ------------------------------------------ | ------------------------------------------ | ------------------------------------------ | ------------------------------------------ |
|                                            |                                            |                                            |                                            |                                            |
| År                                         |                                            |                                            | Folkmängd                                  | Areal (ha)                                 |
| 1960                                       | 1960                                       |                                            | 539                                        | 54                                         |
| 1965                                       | 1965                                       |                                            | 796                                        | 63                                         |
| 1970                                       | 1970                                       |                                            | 876                                        |                                            |
| 1975                                       | 1975                                       |                                            | 820                                        |                                            |
| 1980                                       | 1980                                       |                                            | 802                                        |                                            |
| 1990                                       | 1990                                       |                                            | 756                                        | 77                                         |
| 1995                                       | 1995                                       |                                            | 697                                        | 77                                         |
| 2000                                       | 2000                                       |                                            | 619                                        | 77                                         |
| 2005                                       | 2005                                       |                                            | 569                                        | 77                                         |
| 2010                                       | 2010                                       |                                            | 533                                        | 74                                         |
| 2015                                       | 2015                                       |                                            | 526                                        | 100                                        |
| 2020                                       | 2020                                       |                                            | 471                                        | 114                                        |
|                                            |                                            |                                            |                                            |                                            |

## Samhället
I Vidsel finns Delikatessfabriken (grundad 1999) som producerar såser för försäljning. Vid Piteälven finns fritidsområdet Glott där grillplats (även grillstuga), beachvolleyplan och boulebana finns. Ett rikt föreningsliv finns (bland annat en av landets största skoterklubbar). Vidsels kyrka invigdes 1968.  
2014 gick Ica Raketen i konkurs. År 2015 startades istället genom privata initiativ Tempo Vidsel, en liten mataffär med café, som 2016 även blev en servicepunkt.

### Militär närvaro
Försvarsmaktens anläggning Robotförsöksplats Norrland (RFN) innefattar ett militärt övningsområde på ca 5 000 kvadratkilometer samt Vidsels flygplats med en 2 300 meter lång landningsbana. Anläggningen har även använts för europeisk militär verksamhet. Basen har varit testområde för Flygvapnets flygplan, Saab 35 Draken, Saab 37 Viggen, Saab Gripen och Ugglan samt för testflygningar med Phoenix och drönare hela 2013. Testflygningar med Eurofighter Typhoon och diverse militära övningar från andra europeiska länder och USA är planerade och genomförda.

## Populärkultur
Stora delar av den svenska filmen Hotet (2004) spelades in i Vidsel, samt dokumentärkortfilmen Männen från Vidsel (2014). 

## Bilder

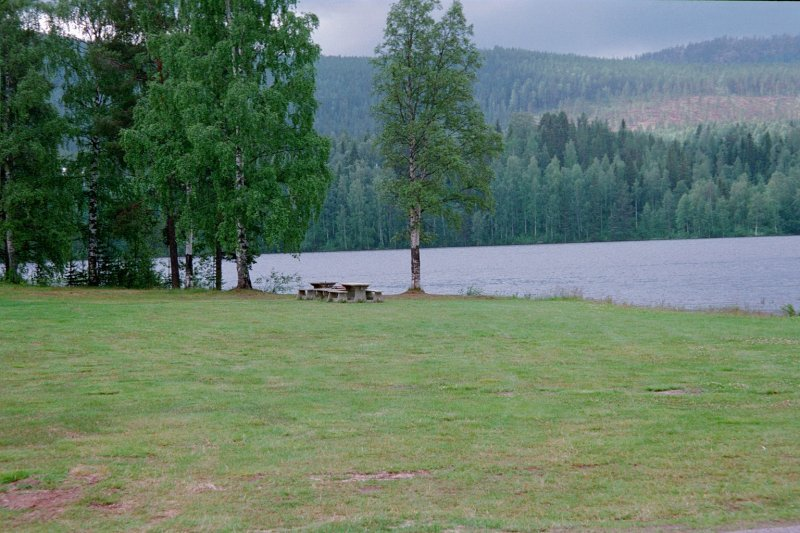
Fritidsområdet Glott vid Badviken.
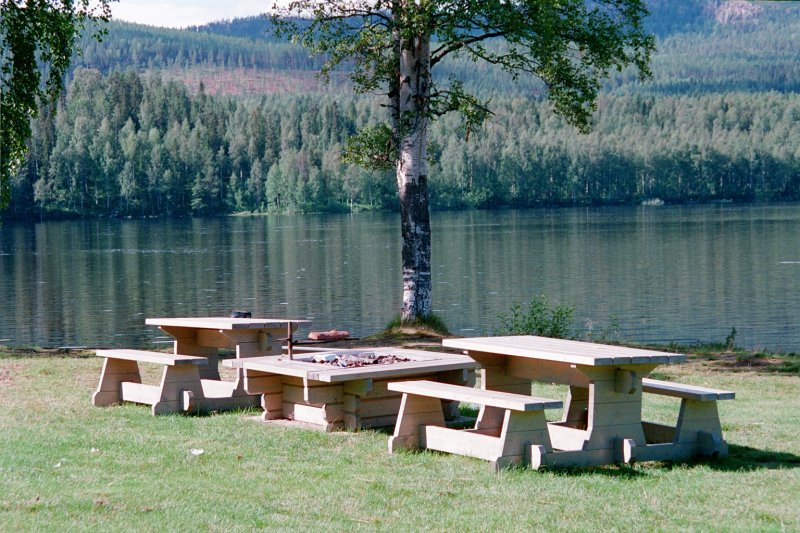
Grillplatsen vid Badviken.
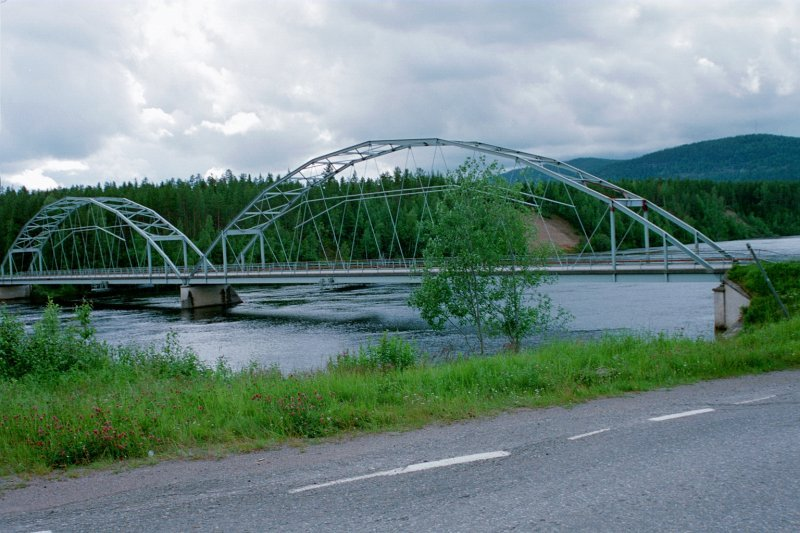
Bron över Piteälven vid södra infarten.